# Sh2-308
Sh2-308 (Sharpless 308, RCW 11, LBN 1052) — область H II вблизи центра созвездия Большого Пса, состоящая из ионизованного водорода Находится в 8 градусах южнее Сириуса, ярчайшей звезды ночного неба Земли. Туманность представляет собой газовый пузырь, окружающий звезду Вольфа — Райе EZ Большого Пса. Звезда находится на короткой стадии предсверхновой. Туманность находится на расстоянии 1389 пк от Солнца, по другим источникам звезда и туманность расположены на расстоянии около 1800 пк от Солнца. Тем не менее, в одной из работ указано расстояние всего 575 пк.

## Звезда
Sh2-308 окружает звезду Вольфа — Райе EZ Большого Пса, обозначаемую также EZ CMa или WR 6. Видимая звёздная величина меняется от 6,71 до 6,95. Спектральный класс соответствует очень горячей и яркой звезде. Спектр звезды показывает, что на её поверхности отсутствует водород. EZ Большого Пса в конце эволюции вспыхнет как сверхновая, разметав туманность.

## Формирование
Туманность образовалась около 70 тысяч лет назад при сбрасывании звездой EZ Большого Пса внешних водородных слоёв, в результате чего открываются внутренние слои с более тяжёлыми элементами. Быстрый звёздный ветер, обладающий скоростью около 1700 км/с, создаёт подобную пузырю туманность, поскольку выметается медленно движущееся вещество с более ранней стадии эволюции звезды. Водород, из которого состоит туманность, ионизован интенсивным ультрафиолетовым излучением. Туманность обладает протяжённостью около 60 световых лет в наиболее широкой части.

## Наблюдения
Наиболее благоприятным периодом для наблюдения туманности на ночном небе является интервал от декабря до апреля. Поскольку объект находится ниже небесного экватора, его удобнее наблюдать из южного полушария Земли, хотя и из большинства точек северного полушария объект виден. Выглядит туманность как слабое облачко на фотографиях с использованием специальных фильтров на мощных любительских телескопах.

## Галерея

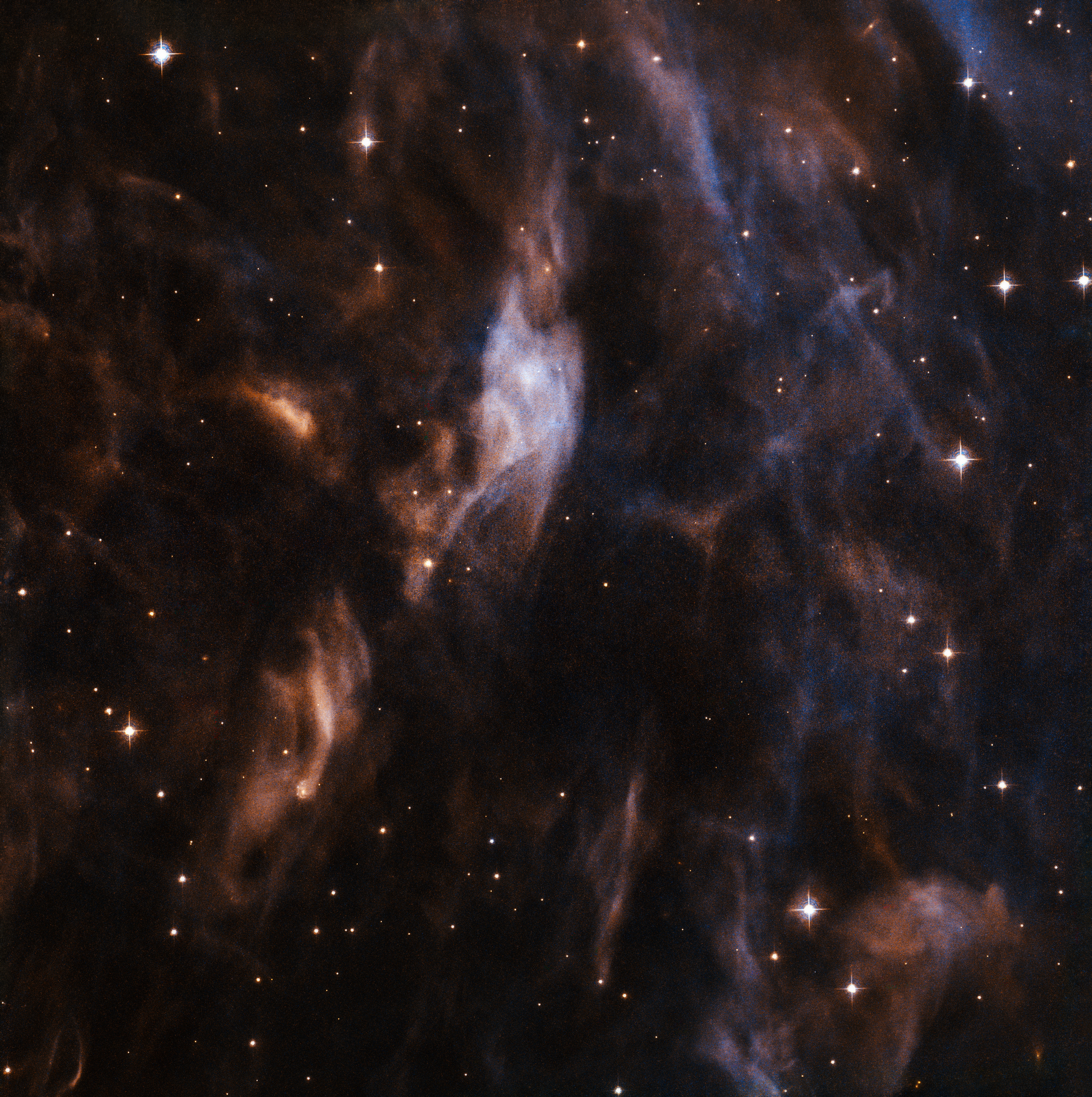
Часть Sh2-308 к западу от EZ Большого Пса
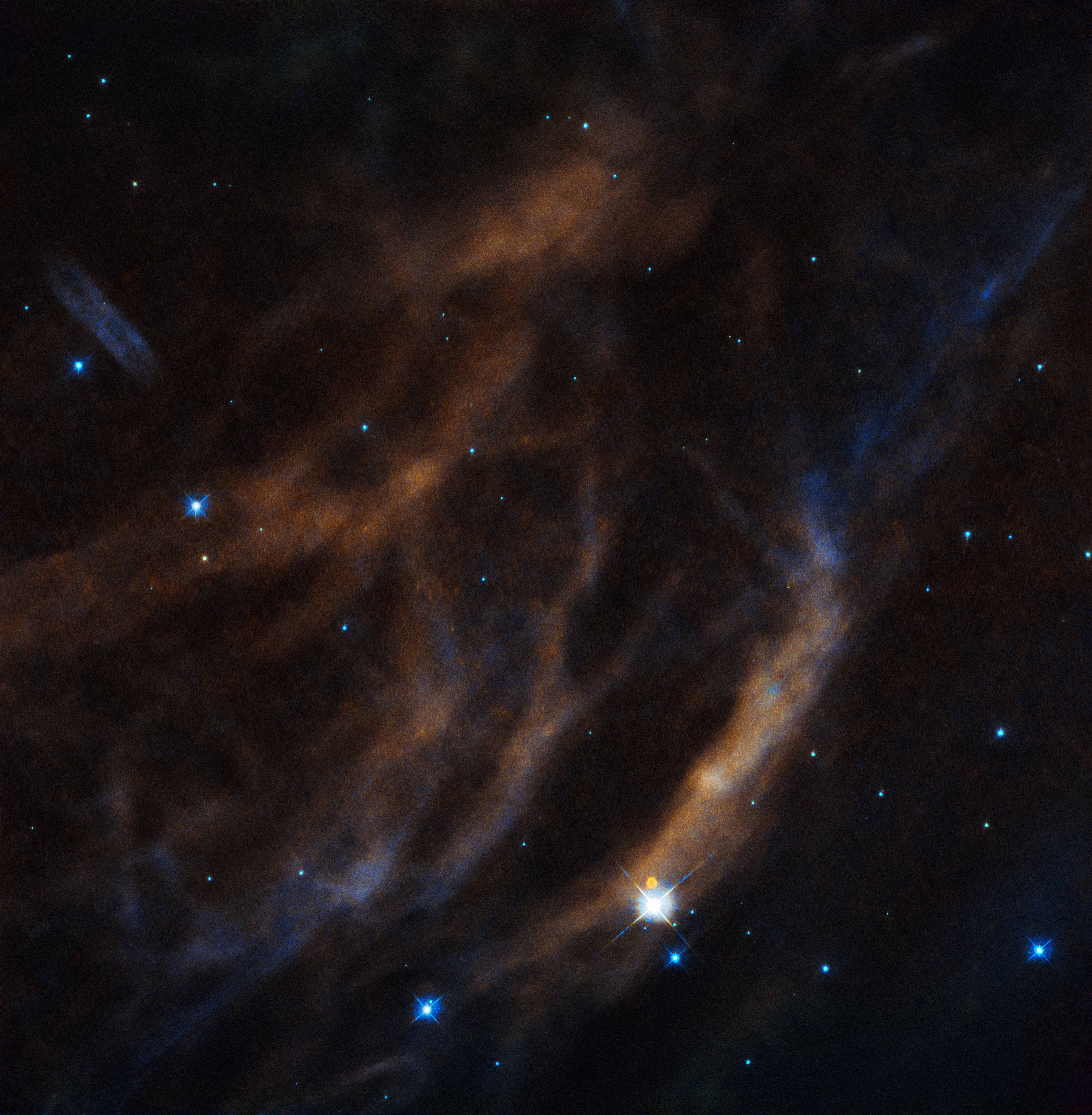
Небольшая часть Sh2-308, изображение получено на телескопе Хаббл (верх изображения соответствует направлению на северо-запад)